# Aleksandar Strain
Aleksandar Strain (5 de abril de 1919 — 15 de dezembro de 1997), também conhecido como Antonio Strain, foi um ciclista iugoslavo de ascendência italiana.
Representando a Iugoslávia, competiu na prova individual e por equipes do ciclismo de estrada nos Jogos Olímpicos de Verão de 1948, disputadas na cidade de Londres, Reino Unido.